# Tillandsia 'Maria Teresa L.'
Tillandsia 'Maria Teresa L.' es un  cultivar híbrido del género Tillandsia perteneciente a la familia  Bromeliaceae.
Es un híbrido creado en el año 1977 con la especie Tillandsia brachycaulos × Tillandsia fasciculata.